# エメルス・ファエ
エメルス・ファエ（Emerse FAÉ, 1984年1月24日 - ）は、フランス・ロワール＝アトランティック県ナント出身の元コートジボワール代表サッカー選手。ポジションはミッドフィールダー。

## 経歴

### クラブ
FCナントが2部リーグへ降格した事を受けて、2007年8月にイングランドのレディングFCへ250万ポンドの移籍金で加入した。しかしアフリカネイションズカップ参加後に体調不良を訴え、血液検査の結果、マラリアに感染していると診断された。
2008/09シーズンにOGCニースに買い取りオプション付きでレンタル移籍し、1月に完全移籍が決定。2012年2月、静脈炎を理由に28歳で現役引退を表明した。

### 代表
10代の頃、フランスU-17代表として2001年にトリニダード・トバゴで開催されたFIFA U-17世界選手権に出場し優勝に貢献した。
2005年に国際サッカー連盟から両親の故国であるコートジボワール代表としてプレーする事が認められ、2006年の2006 FIFAワールドカップに出場した。また2008年のアフリカネイションズカップでは、マリ戦に出場し3-0の勝利に貢献した。

## 所属クラブ
- FCナント 2003-2007
- レディングFC 2007-2008.12

→  OGCニース 2008.6-.12 (loan)
- OGCニース 2009.1-2012.2

## 代表歴

### 出場大会
- コートジボワール代表
  - 2006 FIFAワールドカップ

### 試合数
- 国際Aマッチ 45試合 1得点（2005年-2011年）[1]

| コートジボワール代表 | 国際Aマッチ | 国際Aマッチ |
| 年                   | 出場        | 得点        |
| -------------------- | ----------- | ----------- |
| 2005                 | 4           | 0           |
| 2006                 | 11          | 1           |
| 2007                 | 4           | 0           |
| 2008                 | 14          | 0           |
| 2009                 | 2           | 0           |
| 2010                 | 9           | 0           |
| 2011                 | 1           | 0           |
| 通算                 | 45          | 1           |

## タイトル
| シーズン | チーム           | タイトル                |
| -------- | ---------------- | ----------------------- |
| 2001     | U-17フランス代表 | FIFA U-17ワールドカップ |